# Synagoga Chaima Nejmana w Łodzi (ul. Wschodnia 54)
Synagoga Chaima Nejmana w Łodzi – prywatny dom modlitwy znajdujący się w Łodzi przy ulicy Wschodniej 54.
Synagoga została zbudowana w 1893 roku z inicjatywy Chaima Nejmana, Bera Szmula Obarzanka i Kiwy Klajda. Mogła ona pomieścić 32 osoby. Podczas II wojny światowej hitlerowcy zdewastowali synagogę.